# Tour Ivoirien de la Paix
Tour Ivoirien de la Paix är en professionell landsvägscykeltävling i Elfenbenskusten. Tävlingen arrangerades första gången säsongen 2007/2008 och utgör en del av UCI Africa Tour.